# 玉川春水
玉川 春水（たまがわ しゅんすい、生没年不詳）とは、江戸時代の浮世絵師。

## 来歴
師系・経歴不明。画風は勝川春章風で、錦絵にある落款も春章のものに似るので春章門人かもしれないといわれているが定かではない。作画期は安永の頃で、役者絵、武者絵、美人画及び咄本などの挿絵を描いている。

## 作品
- 『大きに御世話』1冊　咄本　※神真人作、安永9年（1780年）刊行
- 『無陀物語』1冊　洒落本　※雲樂山人作、天明元年（1781年）刊行
- 「二代目中村十蔵・与右衛門　初代中村富十郎・累」　細判錦絵2枚続　※安永3年（1774年）8月、江戸森田座の『加累二世月浪』より
- 「矢の根の五郎・二代目市川八百蔵」　細判錦絵
- 「五代目市川団十郎」　細判錦絵
- 「鵺退治」　柱絵
- 「冬」　小判錦絵　※「美人障子張の図」